# Aşağıdanişment, Savaştepe
Aşağıdanişment là một xã thuộc huyện Savaştepe, tỉnh Balıkesir, Thổ Nhĩ Kỳ. Dân số thời điểm năm 2010 là 205 người.